# Stăuini (Hunyad megye)
Stăuini románul: Stăuini, település Romániában, Erdélyben, Hunyad megyében.

## Fekvése
Máda mellett fekvő település.

## Története
Stăuini korábban Máda (Mada) része volt. 1956-ban vált külön településsé 184 lakossal.
1966-ban 139, 1977-ben 248, 1992-ben 113, a 2002-es népszámláláskor pedig 71 román lakosa volt.